# Satoshi Kataoka
Kataoka Satoshi (片岡聡?) (3 de agosto de 1958) es un jugador de go profesional.

## Biografía
Kataoka se profesionalizó en 1972 a la edad de 14 años. Promocionó a 9 dan en 1988.

## Campeonatos y subcampeonatos
| Título            | Años ganado |
| ----------------- | ----------- |
| Actuales          | 3           |
| Tengen            | 1982, 1983  |
| Shinjin-O         | 1982        |
| Extintos          | 3           |
| Kakusei           | 1990        |
| Campeonato Hayago | 1993, 1998  |

| Título   | Años perdido     |
| -------- | ---------------- |
| Actuales | 4                |
| Honinbo  | 1994             |
| Tengen   | 1979, 1984, 1993 |